# 黄貝嶺駅
黄貝嶺駅（こうばいれい-えき）は中華人民共和国深圳市羅湖区に位置する2号線及び5号線の駅。

## 駅構造

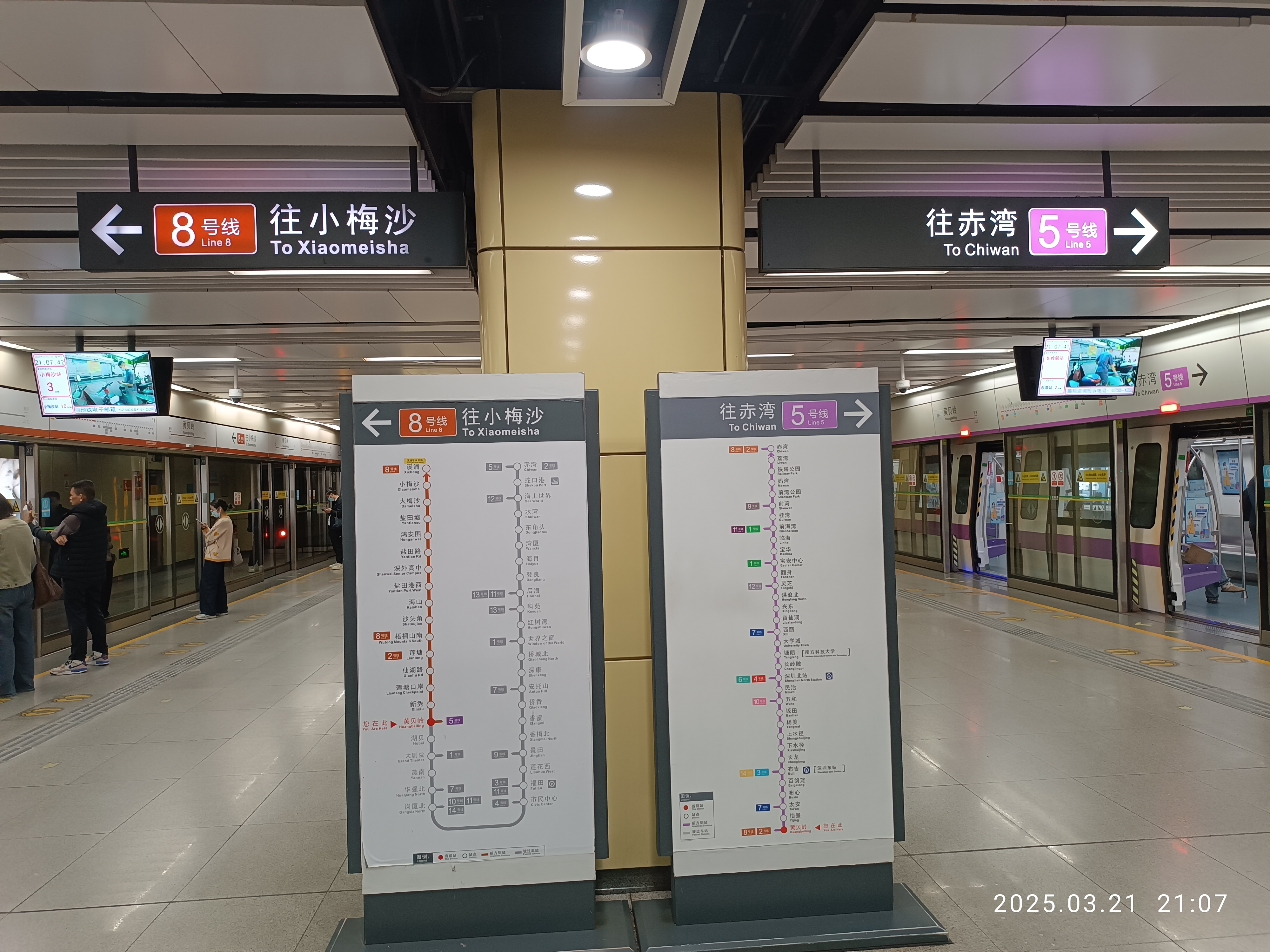
ホーム(2025年3月)

| 蛇口線と環中線ホーム (B2F) | ←■2号線 赤湾方面                                               |
| 蛇口線と環中線ホーム (B2F) | 島式ホーム、左側のドアが開く(2号線)、右側のドアが開く(5号線)。 |
| 蛇口線と環中線ホーム (B2F) | ←■5号線降車専用ホーム                                          |
| 蛇口線と環中線ホーム (B2F) | ■5号線 赤湾方面←                                               |
| 蛇口線と環中線ホーム (B2F) | 島式ホーム、左側のドアが開く(2号線)、右側のドアが開く(5号線)。 |
| 蛇口線と環中線ホーム (B2F) | ■2号線 新秀方面→                                               |

- ホーム(2025年3月)

## 歴史
- 2011年6月22日 - 開業

## 隣の駅
深圳地下鉄
■2号線
湖貝駅 - 黄貝嶺駅 - 新秀駅
■5号線
怡景駅 - 黄貝嶺駅